# Jerzy Jakubowski (prawnik)
Jerzy Jakubowski (ur. 2 czerwca 1930 w Brodowie, zm. 18 kwietnia 1982 w Warszawie) – prawnik, doktor habilitowany nauk prawnych, profesor nadzwyczajny Wydziału Prawa i Administracji Uniwersytetu Warszawskiego, nauczyciel akademicki, specjalista w zakresie prawa prywatnego międzynarodowego i międzynarodowego prawa handlowego. 

## Życiorys
Ukończył szkołę średnią w Działdowie w 1950, następnie studia prawnicze pierwszego stopnia na Uniwersytecie Mikołaja Kopernika w Toruniu w 1953  oraz drugiego stopnia w Szkole Głównej Planowania i Statystyki w Warszawie na Wydziale Handlu Zagranicznego w 1955. Następnie pracował na tej uczelni jako asystent, starszy asystent, a od 1960 adiunkt. W 1960 uzyskał stopień doktora nauk ekonomicznych na podstawie rozprawy Pojęcie terytorialności w nauce międzynarodowego prawa prywatnego (promotorem był prof. Henryk Trammer).
W 1963 przeszedł do pracy na Wydziale Prawa i Administracji Uniwersytetu Warszawskiego, w Instytucie Prawa Cywilnego. W 1966 uzyskał habilitację po przedstawieniu rozprawy Umowa sprzedaży w handlu międzynarodowym. Metoda i formy regulacji. Od 1975 był profesorem nadzwyczajnym. Proces uzyskiwania tytułu profesora zwyczajnego przerwała jego śmierć. Od 1972 był kierownikiem Zakładu Prawa Prywatnego Międzynarodowego, a od 1977 do 1981 dyrektorem nowo utworzonego Instytutu Prawa Międzynarodowego UW, którego był organizatorem.
Pracę naukową łączył z praktyką. Od 1957 do 1962 był radcą prawnym w Polskiej Izbie Handlu Zagranicznego, od 1967 członkiem Kolegium Arbitrów przy PIHZ, a od 1973 do śmierci jego przewodniczącym. Od 1980 był członkiem Stałego Trybunału Arbitrażowego w Hadze. 

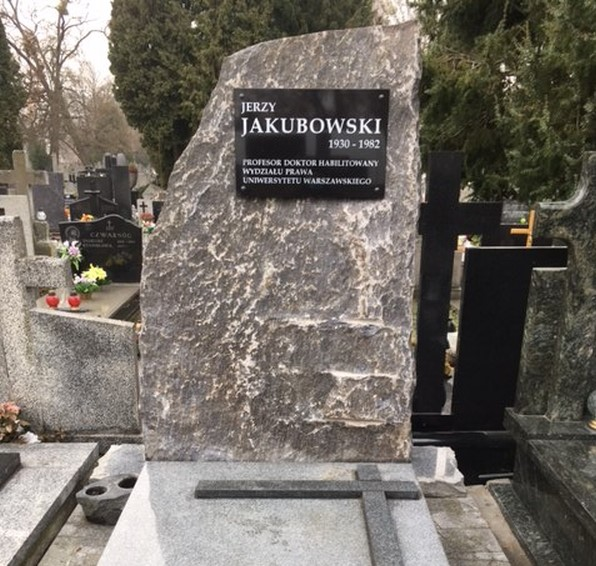
Grób Prof. Jerzego Jakubowskiego na Cmentarzu Wawrzyszewskim w Warszawie, kwatera 6A, rząd 3.

## Wybrane publikacje
- Umowa sprzedaży w handlu międzynarodowym. Metoda i formy regulacji (1966)
- Prawo jednolite w międzynarodowym obrocie gospodarczym (1972)
- Międzynarodowe organizacje gospodarcze krajów RWPG. Zagadnienia prawne (1980)
- Problemy międzynarodowego prawa gospodarczego (red., 1980)
- Zarys międzynarodowego prawa handlowego (współautor, 1983])
- Prawo międzynarodowe prywatne. Zarys wykładu (1984)